# Skarpretterens Søn
Skarpretterens Søn eller Gudsmoderbilledets Dom er en dansk stum dramafilm fra 1910 produceret af Nordisk Films Kompagni med den tyske skuespiller Alwin Neuss i hovedrollen. Filmens instruktør er ukendt.
Filmen havde dansk biografpremiere den 26. december 1910 i Panoptikon og blev i tysktalende lande distribueret som Das Geschenk der Hexe og i engelsktalende lande som The Son of the Executioner.
Filmens dekorationer blev genanvendt i filmen Hamlet fra 1911.

## Handling
Filmen foregår i den mørke middelalder, hvor bødlerne har travlt. Men skarpretterne er ugleset, udstødt af samfundet og anses som urene. Den gamle skarpretters søn, Franz, skal efter loven overtage sin faders profession og har allerede i sit hoved fået bøddelens mærke. Franz er dog tynget af sin skæbne, da han ikke ønsker at overtage sin faders hverv og den udstødelse, der følger med dette. Han går ud i skoven, hvor han synker fortvivlet ned foran Madonnaens billede. I samme øje blik kommer en gammel kone forbi bærende med et tungt brændeknippe. Franz hjælper den gamle kone og bærer den tunge byrde til hendes hjem, og som tak giver hun ham et smukt sværd, der bringer lykke. 
Franz kommer hjem fra skoven, hvor faderen netop har henrettet en røverridder, hvis tøj han har taget med hjem. Franz prøver det fornemme tøj, og i samme øjeblik lyder der råb om hjælp fra skoven. Det er en ridder, der sammen med sin datter og følge er blevet overfaldet af en røver. Franz hjælper ridderen og sammen med ridder og ridderens datter rider han mod kongens slot, hvor der er fest. Franz' heltedåd vækker opsigt, og dronningen danser med ham. Men midt i festen udbryder brand på slottet - alle flygter, men Franz redder ridderens datter. Dronningen er fanget af ilden i slottet tårn, men Franz redder også dronningen. Alle er begejstrerede for Franz' heltedåd, og under hyldesten glemmer Franz sig selv og blotter hovedet for kongen. Da ser alle, at Franz bærer bødlens mærke, og der opstår opstandelse. Den urene bøddel har rørt ved dem, og han må dø! Trods dronningen og ridderdatterens forbøn for Franz, må kongen afsige dødsdom over Franz. Men da ser kongen billedet af Madonnaen bøje hovedet tre gange - Gudsmoderen har talt!. Kongen iler til retterstedet, og Franz renses og er nu fri. Han gøres til kongens ridder og ægter ridderens datter, hvis smil er den største belønning.

## Medvirkende
- Carl Alstrup, som den gamle skarpretter
- Alwin Neuss, som skarpretterens søn
- Otto Lagoni, som kongen
- Ingeborg Rasmussen, som dronningen
- Arvid Ringheim, som ridder
- Emilie Sannom, som ridderens datter
- Victor Fabian
- Julie Henriksen
- Ella la Cour
- Paul Welander
- Carl Schenstrøm
- Doris Langkilde